# Dimanche +
Dimanche+ est une émission de télévision politique française diffusée sur Canal+ du 10 septembre 2006 au 23 juin 2013 et présentée par Laurence Ferrari de septembre 2006 à juin 2008 puis par Anne-Sophie Lapix de septembre 2008 à juin 2013.

## Principe
L'émission est consacrée à l'actualité politique en France, autour d'un invité. 
Dès le début de l'émission, un épisode de la série Le Château relate les grands moments de l'actualité politique de la semaine. Trois reportages viennent ponctuer l'interview des deux invités. 
L'émission s'achève par La Bande-Annonce, l'agenda des événements à venir, réalisée par Nicolas Escoulan. 
Ensuite, la formule a changé : l'émission débute avec un rappel des informations, et deux rubriques sont présentes au cours de l'émission : French Paradox sur des aspects de la législation dans différents pays confrontés à la situation en France, et Les ON/OFF, présenté par Karim Rissouli. Deux reportages sont aussi diffusés.

## Histoire
La première de l'émission a lieu le dimanche 10 septembre 2006 sur Canal+ à 12 h 40 en remplacement du Vrai Journal de Karl Zéro, diffusée à cette case horaire pendant près de dix ans de septembre 1996 à mai 2006. C'est alors Laurence Ferrari qui en prend les commandes, délaissant ainsi son poste de joker de Claire Chazal pour la présentation des journaux du week-end de TF1 et de coanimatrice du magazine d'information dominicale de la première chaîne Sept à huit. Elle est remplacée à ces postes par Anne-Sophie Lapix, débarquant du 12:50 d'M6. 
En juin 2008, invitée du Grand journal de Canal+ présenté par Michel Denisot, Anne-Sophie Lapix, ex-présentatrice de Sept à huit et des remplacements des journaux du week-end de Claire Chazal, annonce qu'elle accepte la proposition de la rédaction de présenter le magazine politique de la chaîne dès la rentrée, en remplacement de Laurence Ferrari, partie pour être la présentatrice du Journal de 20 heures de TF1 la semaine, en remplaçant ainsi Patrick Poivre d'Arvor.
À la rentrée 2012, Dimanche + est déplacée en début d'après-midi à 14 h 20 avant d'être remontée à 11 h 55 en janvier 2013 lors de l'acquisition par la chaîne cryptée des droits de diffusion de la Formule 1 à TF1. 
En septembre  2012, Canal+ se sépare d'un des producteurs de l'émission, l'agence de presse Capa, pour confier l'intégralité du programme à la société KM Productions, qui ne produisait que 50 % du flux.  
En mai 2013, il est annoncé qu'Anne-Sophie Lapix va quitter la présentation de l'émission à la fin de la saison pour gagner France 5 dès la rentrée, afin d'animer C à vous en access prime-time à la place d'Alessandra Sublet.
Canal+ se met dans un premier temps à la recherche d'un nouvel animateur ou d'une nouvelle animatrice pour son magazine politique dominical ; Laurence Ferrari (de retour dans le groupe Canal+ sur la nouvelle chaîne D8 depuis octobre 2012 avec Le Grand 8) refuse la proposition qui lui est faite de reprendre la présentation de Dimanche + cinq ans après l'avoir quitté.
Finalement, mi-juin 2013, on apprend dans la presse que l'émission ne sera pas reconduite pour une huitième saison à la rentrée 2013. La direction des programmes de  Canal+ décide de remplacer Dimanche + par une prolongation de l'émission présentée par Maïtena Biraben Le Supplément, sous le nom du Supplément politique. 
La dernière émission est alors diffusée à la fin de la saison en cours le dimanche 23 juin 2013. Composée spécialement uniquement de reportages, elle attire 400 000 téléspectateurs pour 3,3 % de parts de marché, contre 300 000 la semaine précédente.

## Présentatrices
- 2006 - 2008 : Laurence Ferrari[6]
- 2008 - 2013 : Anne-Sophie Lapix[7]

## Identité visuelle (logo)

Logo de Dimanche + de septembre 2006 à  septembre 2012.
Logo de Dimanche + de septembre 2012 à juin 2013.